# 2107
Cette page concerne l'année 2107  du calendrier grégorien.
L'année 2107 est une année commune qui commence un samedi.

## Autres calendriers
L’année 2107 du calendrier grégorien correspond aux dates suivantes :
- Calendrier hébraïque : 5867 / 5868 (le 1er tishri 5868 a lieu le 19 septembre 2107[1])
- Calendrier indien : 2028 / 2029 (le 1er chaitra 2029 a lieu le 22 mars 2107[1])
- Calendrier musulman : 1531 / 1532 (le 1er mouharram 1532 a lieu le 16 décembre 2107[1])
- Calendrier persan : 1485 / 1486 (le 1er farvardin 1486 a lieu le 21 mars 2107[1])
  - Jours juliens : 2 490 625,5 à 2 490 990,5[2],[1]